# Espoir FC (Togo)
Der Espoir Football Club de Tsévié, auch als Espoir FC bekannt, ist ein togoischer Fußballverein aus Tsévié in der Region Maritime. Aktuell, Stand Oktober 2024, spielt der Verein in der ersten Liga.

## Erfolge
- Deuxième Division (Gruppe A): 2021/22 (2. Platz)  ▲

## Stadion
Der Verein trägt seine Heimspiele im Stade Docteur Kaolo in Tsévié aus. Das Stadion hat ein Fassungsvermögen von 500 Personen.